# Kei car

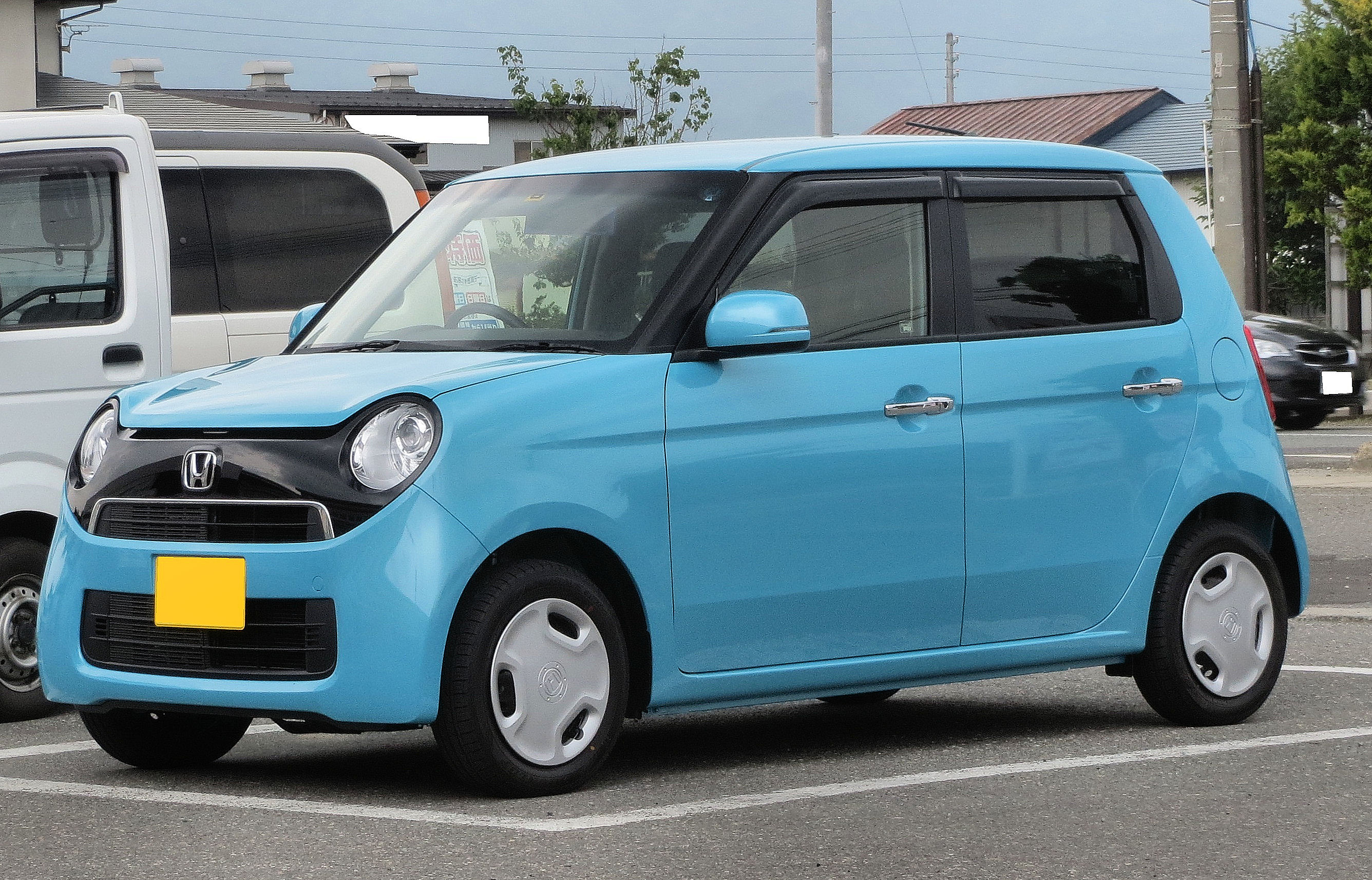
Honda N-One

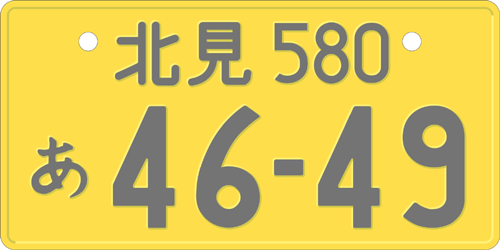
Japońskie tablice rejestracyjne dla prywatnych kei carów

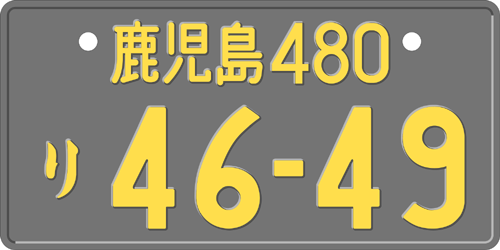
Japońskie tablice rejestracyjne dla komercyjnych kei carów

Kei car (jap. 軽自動車 kei-jidōsha; dosł. „lekki samochód”) – powstały w Japonii segment małych pojazdów różnego typu – osobowych, minivanów, SUV-ów, dostawczych, półciężarówek, a także samochodów sportowych. Kei cary charakteryzują się relatywnie niewielkimi wymiarami, ułatwiającymi manewrowanie w ciasnych arteriach gęsto zaludnionych metropolii. Wobec tego typu samochodów japońskie prawo przewiduje różne ulgi wobec właścicieli, takie jak niższe stawki podatków i ubezpieczenia.

## Historia
Standard kei-car powstał tuż po II wojnie światowej, kiedy to większość Japończyków nie mogła sobie pozwolić na zakup pełnowymiarowego samochodu, lecz miała wystarczająco dużo pieniędzy na zakup motocykla. Aby spopularyzować małe pojazdy, rząd uregulował prawnie wielkość samochodów objętych ulgami.
Samochody kei-car można odróżnić (wyłączając gabaryty) po żółto-czarnych tablicach rejestracyjnych. Dodatkowo tablice te różnią się w zależności od tego, czy jest to samochód prywatny, czy firmowy – samochody prywatne mają czarne znaki na żółtym tle, w pojazdach firmowych odwrotnie.
Ze względu na ograniczenia dotyczące gabarytów pojazdów, oraz pojemności silnika producenci ulepszają swoje samochody poprzez stosowanie zaawansowanych technologicznie rozwiązań. Dzięki temu pojazdy te są często nadzwyczaj dobrze wyposażone – automatyczne skrzynie biegów, czy nawet bezstopniowe skrzynie biegów nie są rzadkością, tak samo jak GPS, klimatyzacja, czy napęd hybrydowy.

### Limity techniczne
| Data                | Maksymalna długość | Maksymalna szerokość | Maksymalna wysokość | Maksymalna poj. silnika | Maksymalna poj. silnika | Maksymalna moc |
| Data                | Maksymalna długość | Maksymalna szerokość | Maksymalna wysokość | Czterosuwowy            | dwusuwowy               | Maksymalna moc |
| ------------------- | ------------------ | -------------------- | ------------------- | ----------------------- | ----------------------- | -------------- |
| 8 lipca 1949        | 2800 mm            | 1000 mm              | 2000 mm             | 150 cm³                 | 100 cm³                 | Bez ograniczeń |
| 26 lipca 1950       | 3000 mm            | 1300 mm              | 2000 mm             | 300 cm³                 | 200 cm³                 | Bez ograniczeń |
| 16 sierpnia 1951    | 3000 mm            | 1300 mm              | 2000 mm             | 360 cm³                 | 240 cm³                 | Bez ograniczeń |
| 4 kwietnia 1955     | 3000 mm            | 1300 mm              | 2000 mm             | 360 cm³                 | 360 cm³                 | Bez ograniczeń |
| 1 stycznia 1976     | 3200 mm            | 1400 mm              | 2000 mm             | 550 cm³                 | 550 cm³                 | Bez ograniczeń |
| marzec 1990         | 3300 mm            | 1400 mm              | 2000 mm             | 660 cm³                 | 660 cm³                 | 64 KM (47 kW)  |
| 1 października 1998 | 3400 mm            | 1480 mm              | 2000 mm             | 660 cm³                 | 660 cm³                 | 64 KM (47 kW)  |

## Producenci kei carów
- Daihatsu
- Honda
- Kia
- Mazda
- Mitsubishi
- Nissan
- Smart
- Subaru
- Suzuki
- Toyota
- Tata Motors

## Galeria

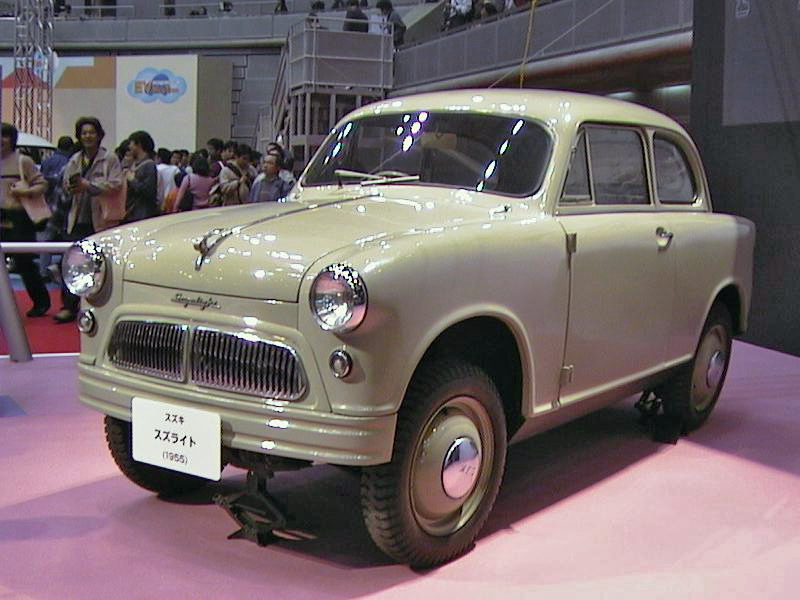
Suzuki Suzulight (1955)
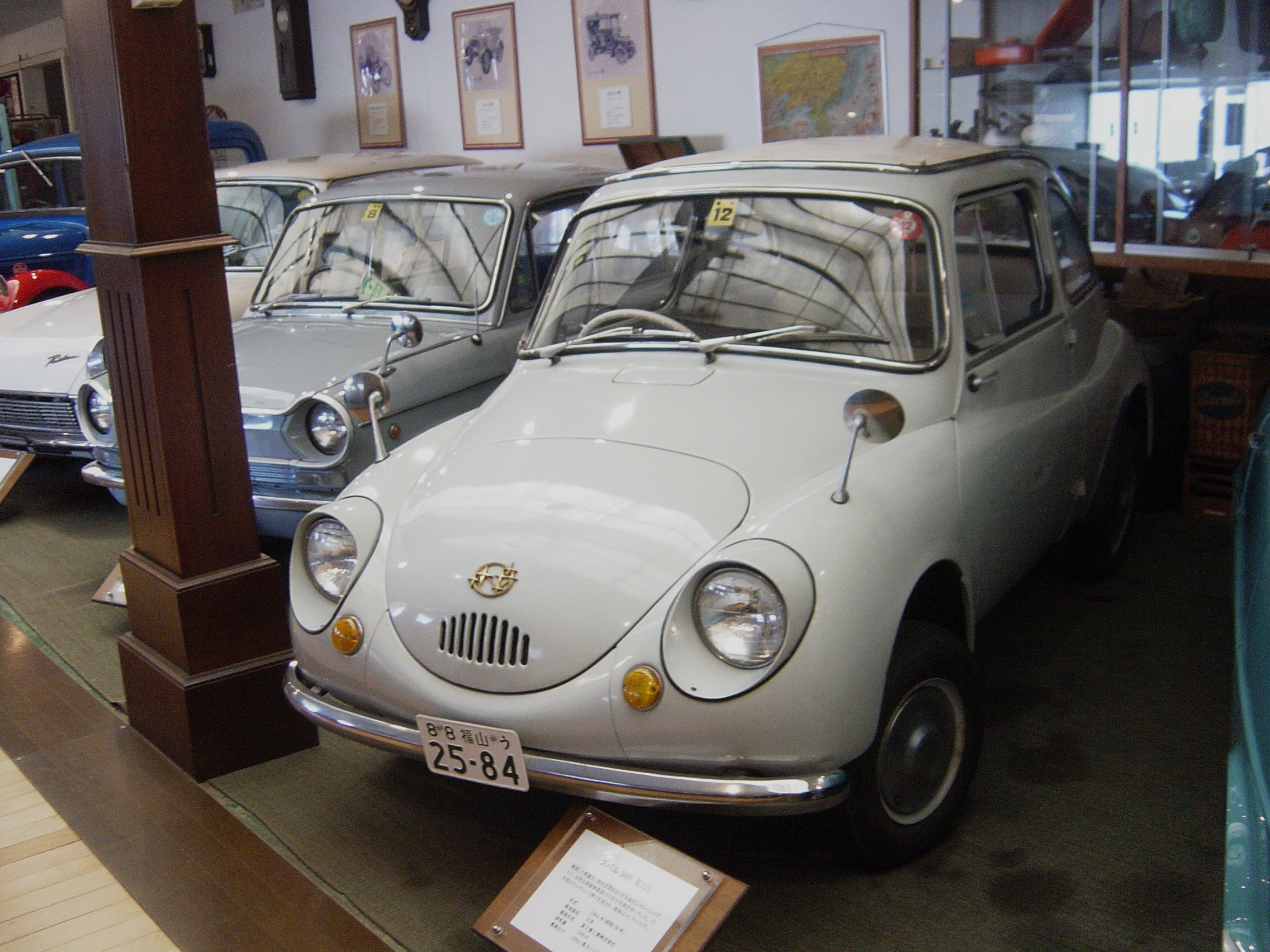
Subaru 360 (1958)
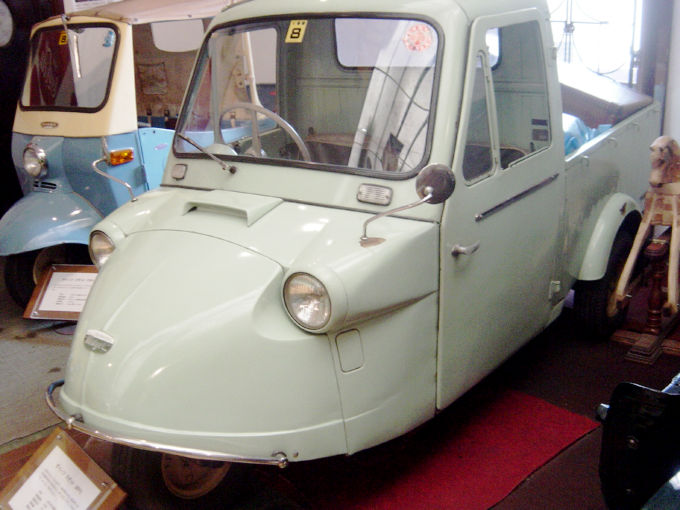
Daihatsu Midget MP (1959)
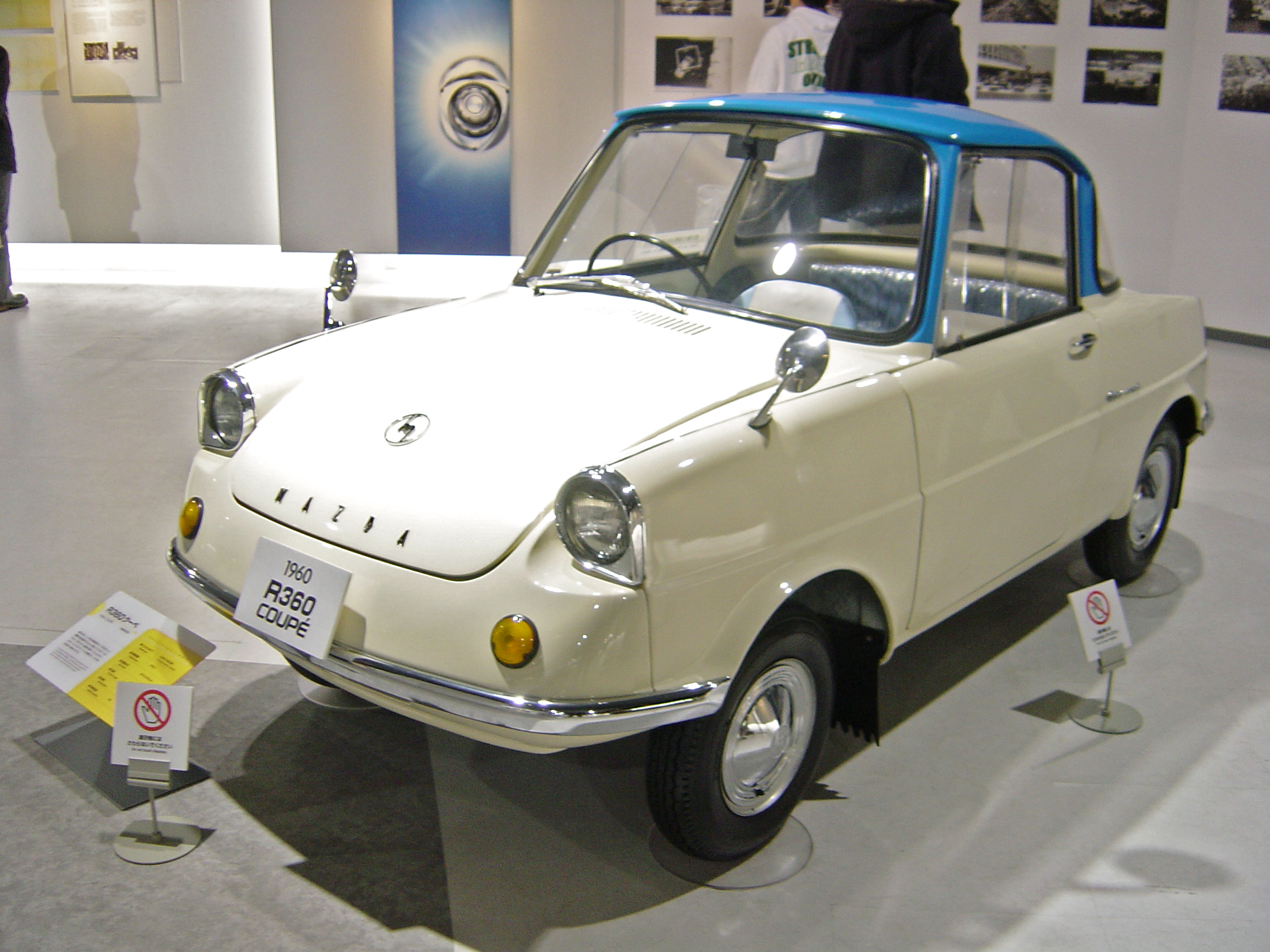
Mazda R360 (1960)
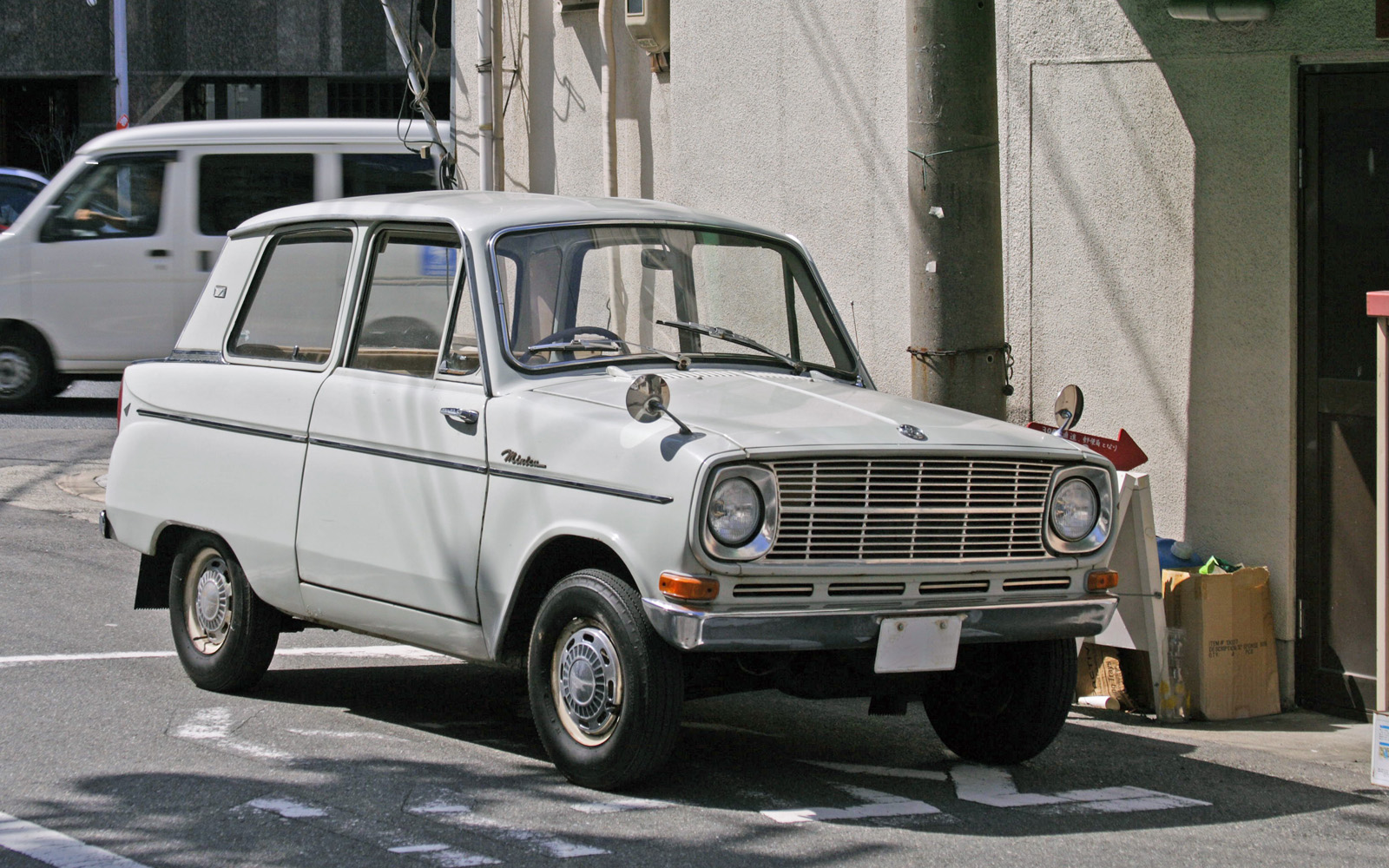
Mitsubishi Minica (1962)
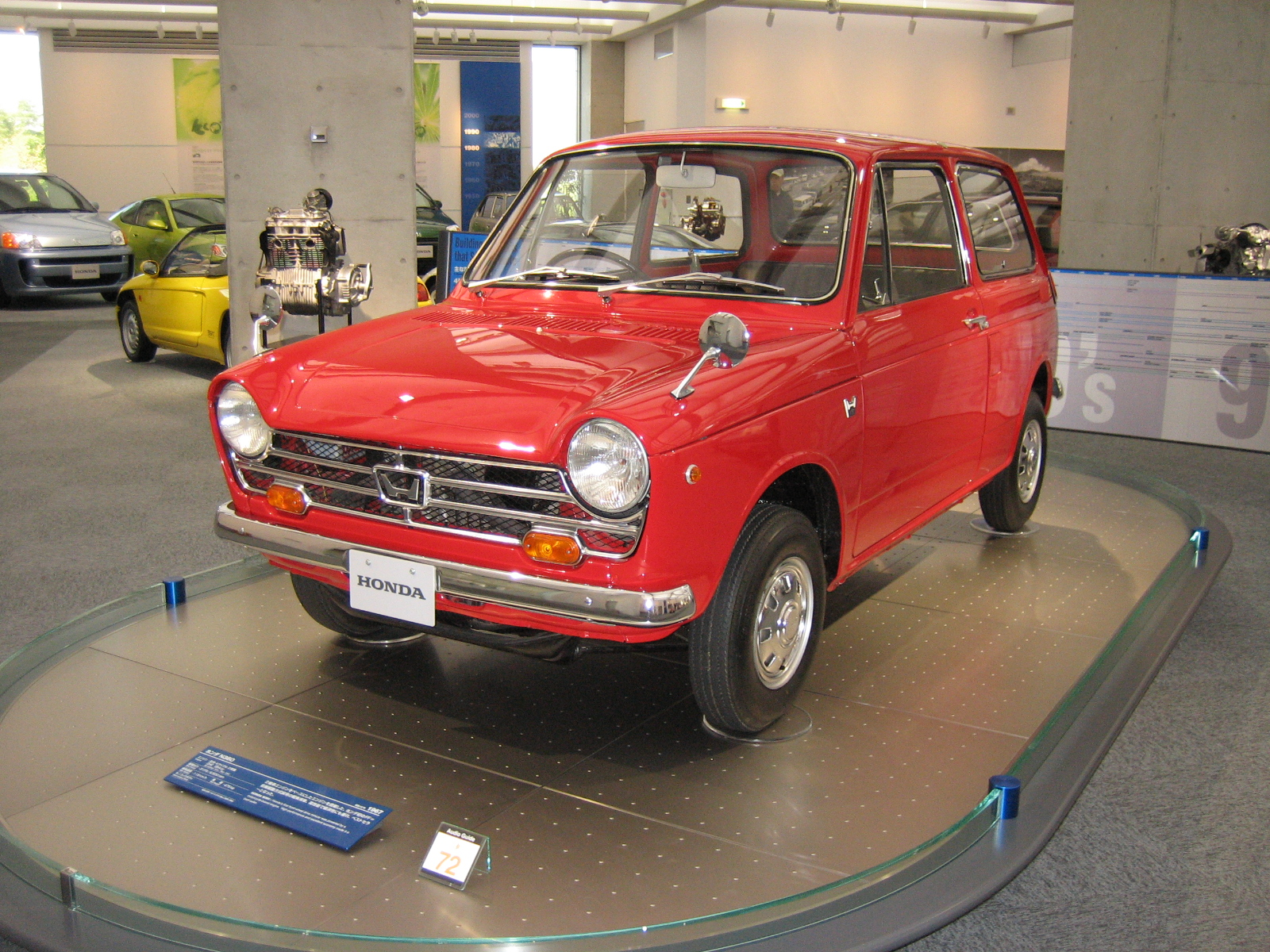
Honda N360 (1967)

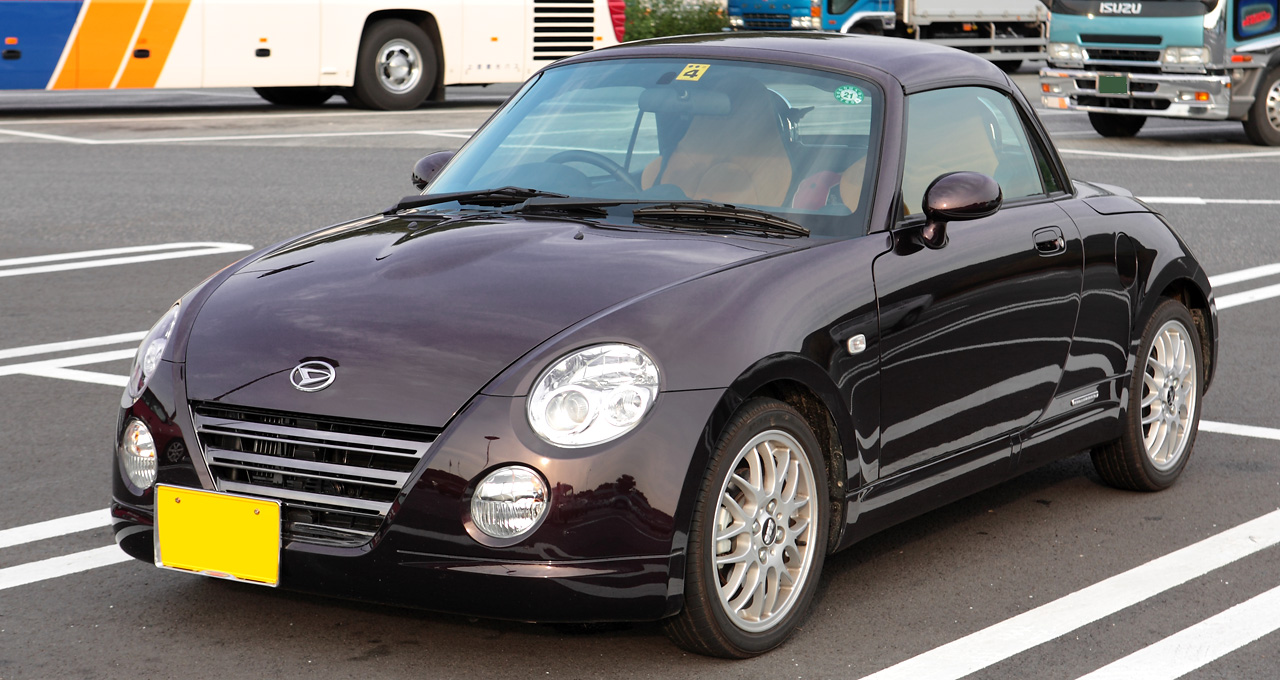
Daihatsu Copen
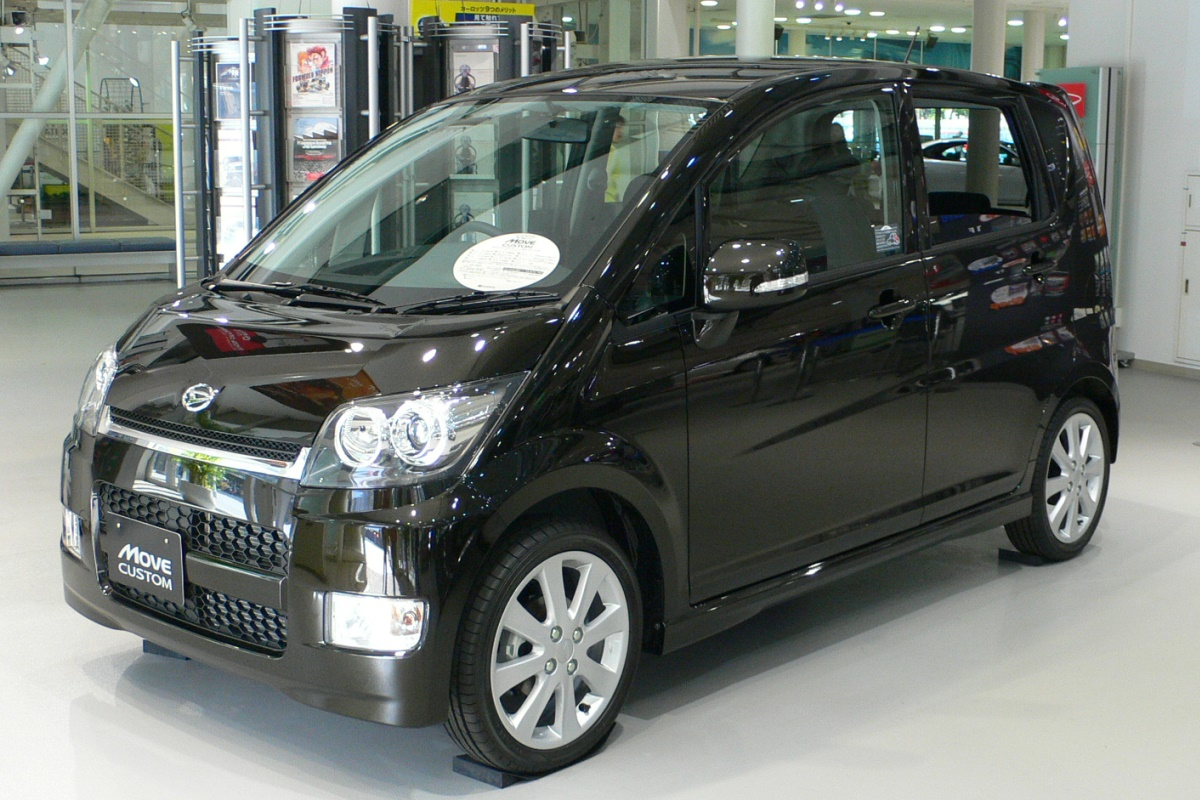
Daihatsu Move-Custom
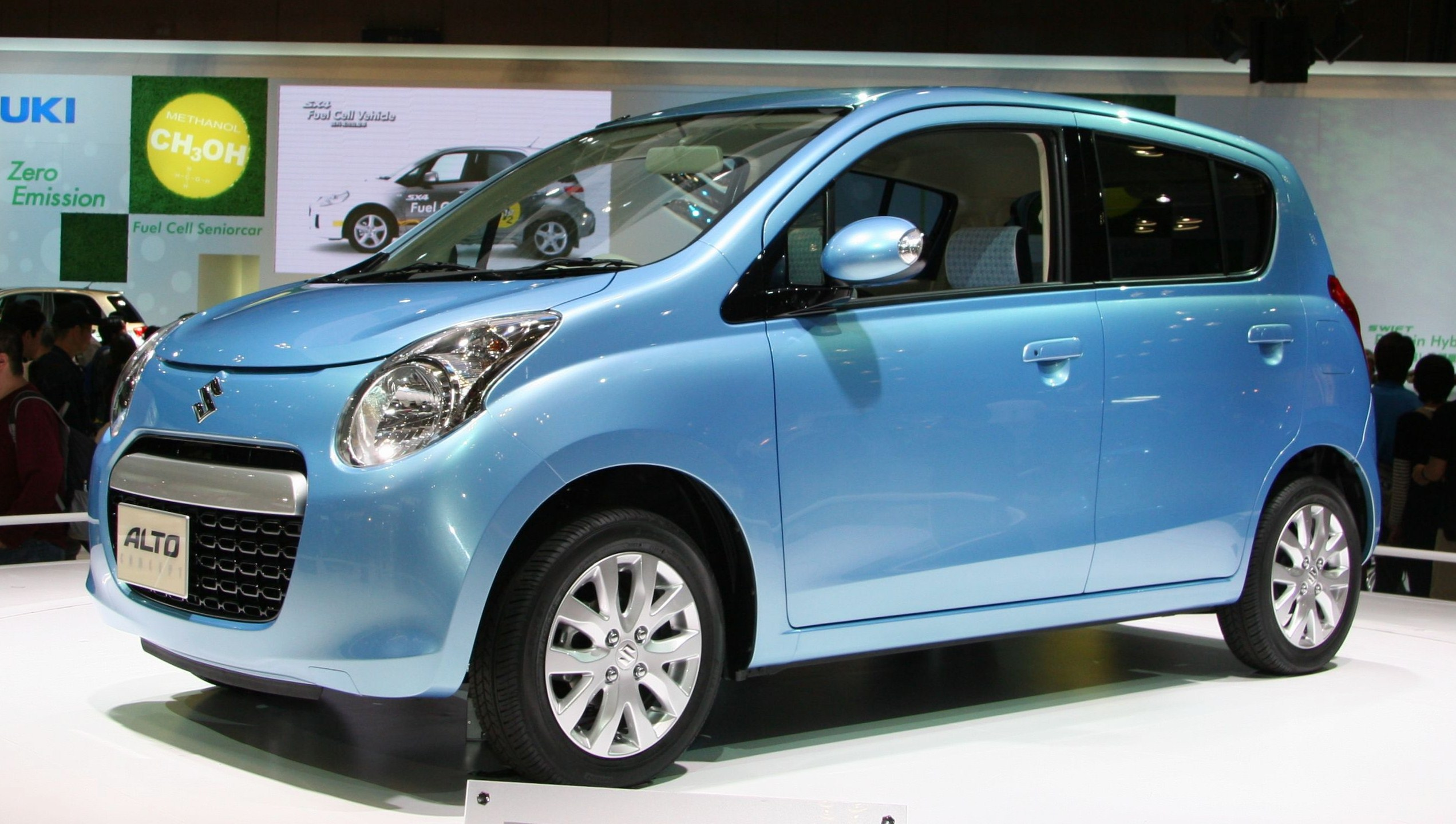
Suzuki Alto
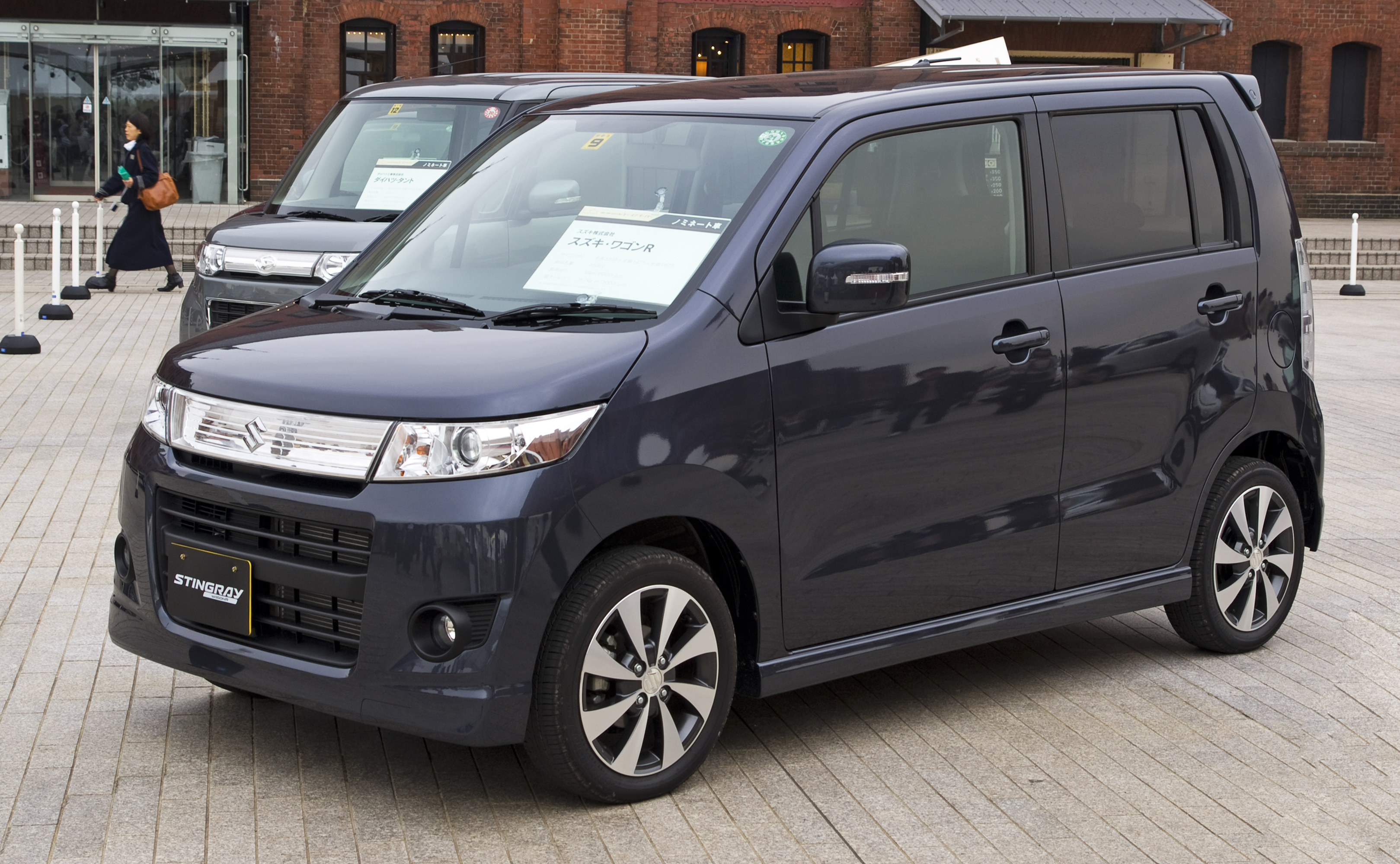
Suzuki Wagon-R Stingray
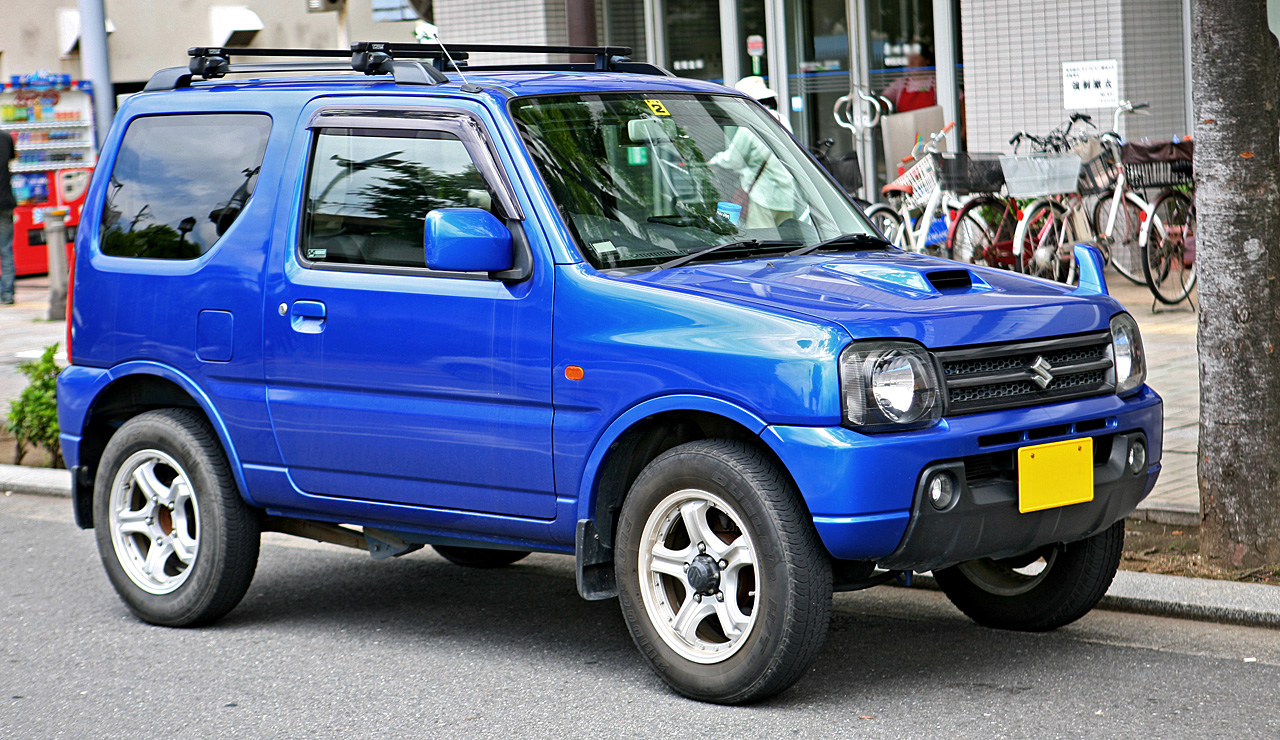
Suzuki Jimny
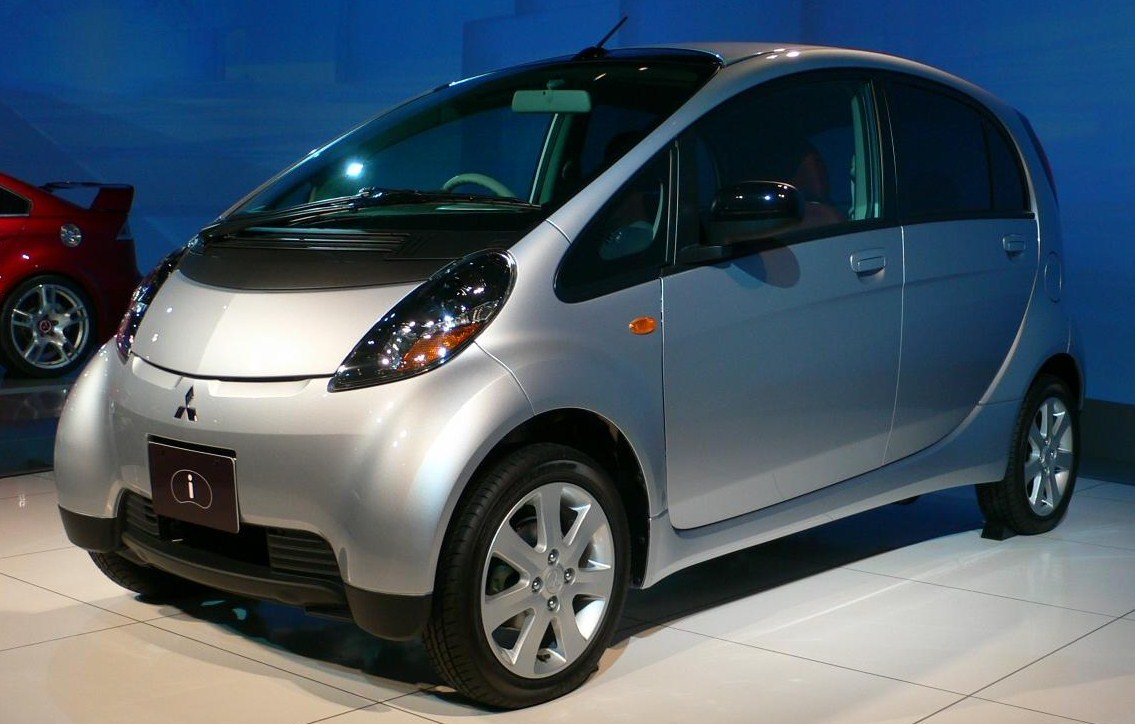
Mitsubishi i
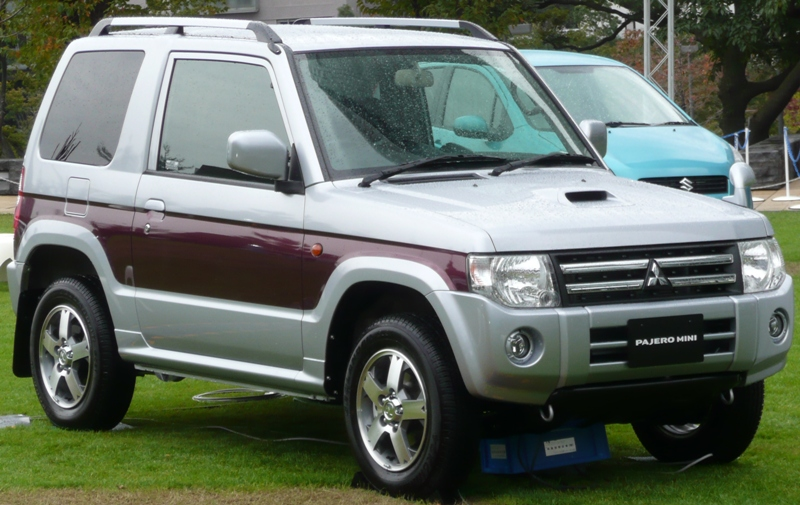
Mitsubishi Pajero Mini
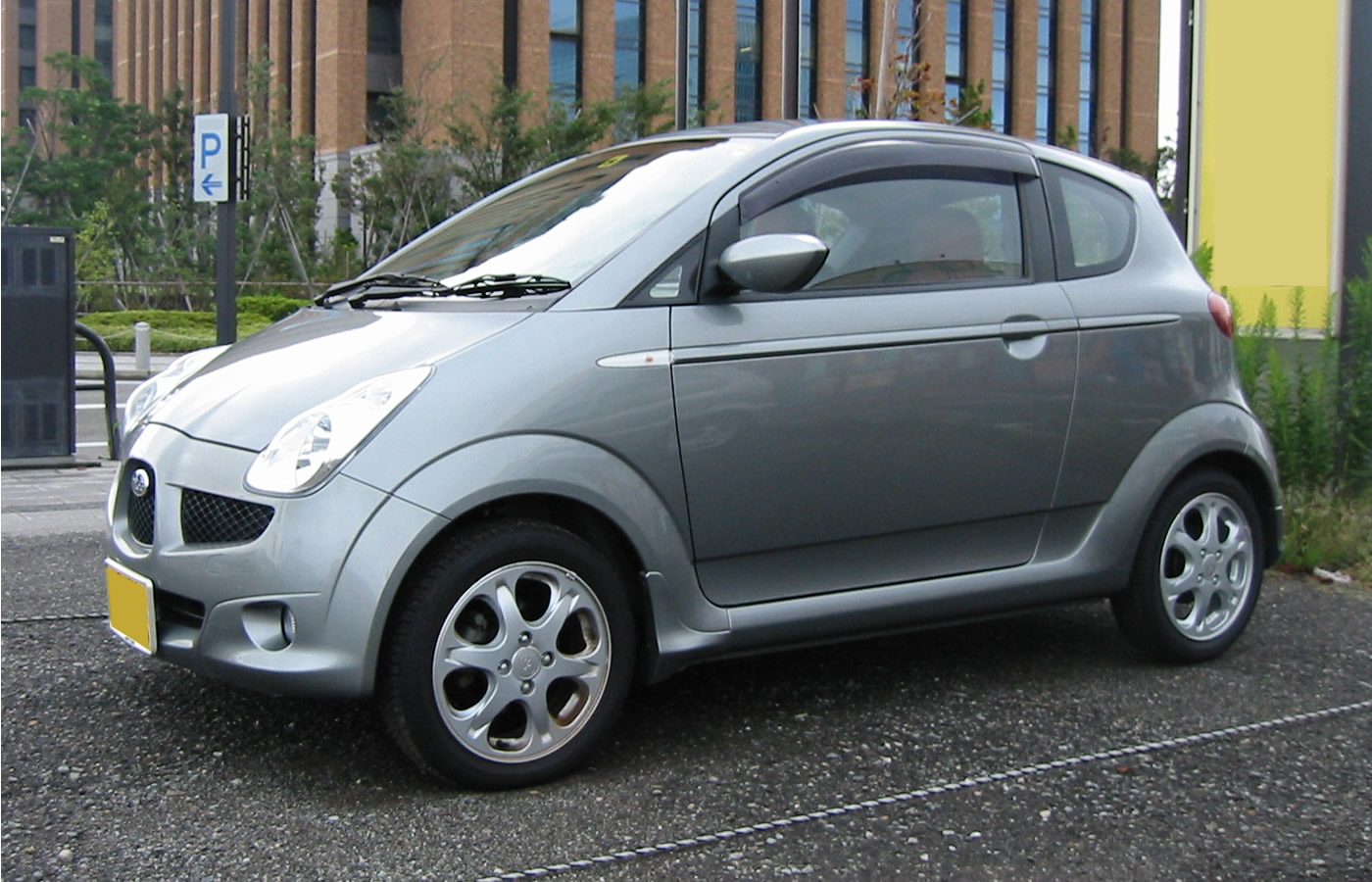
Subaru R1
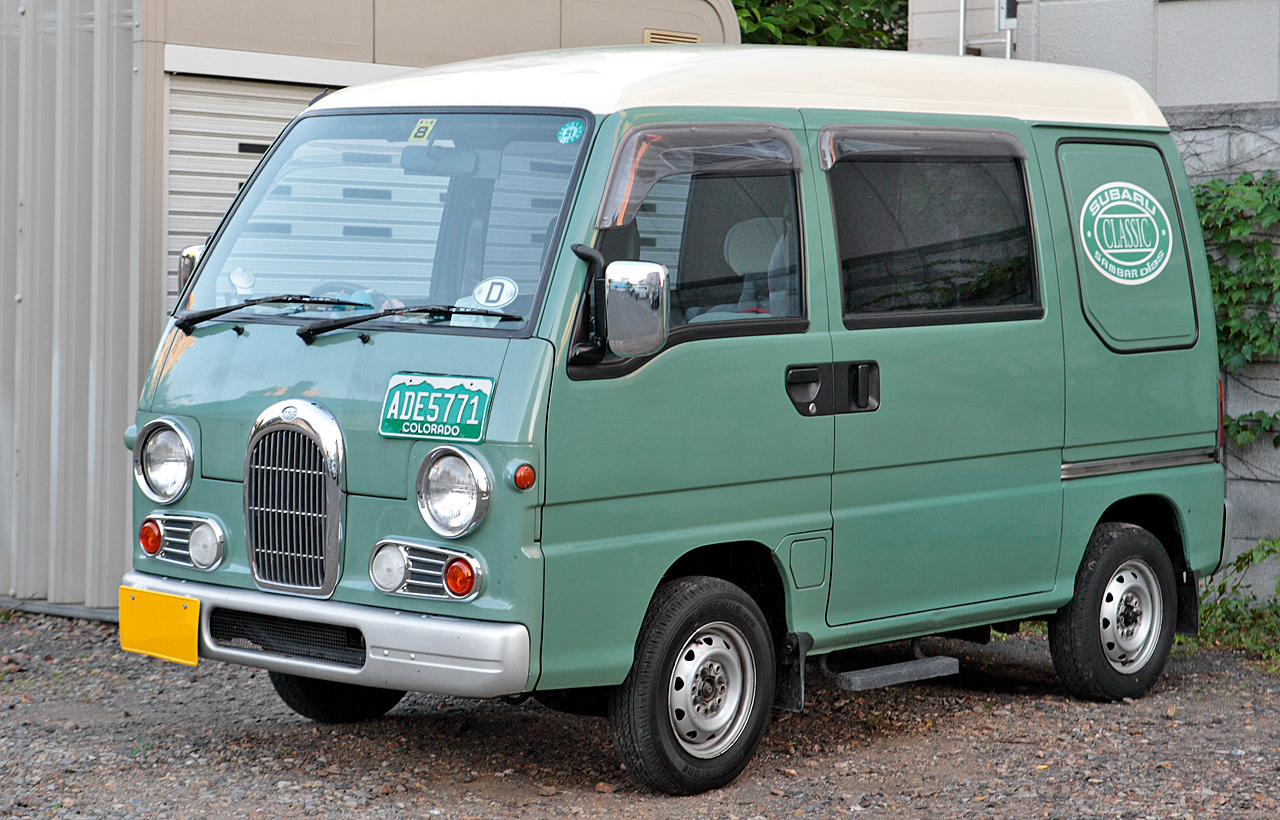
Subaru Sambar Dias
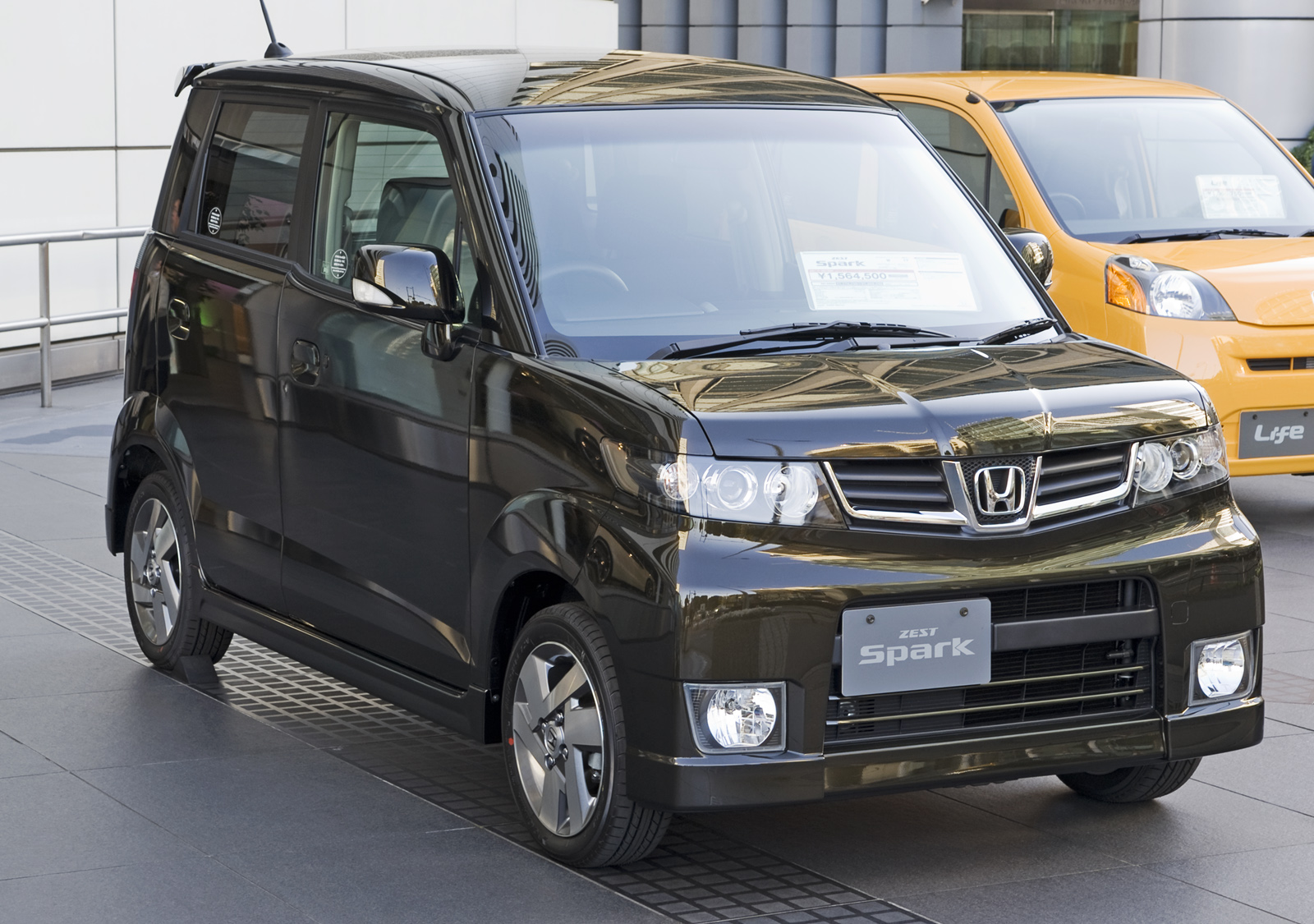
Honda Zest Spark
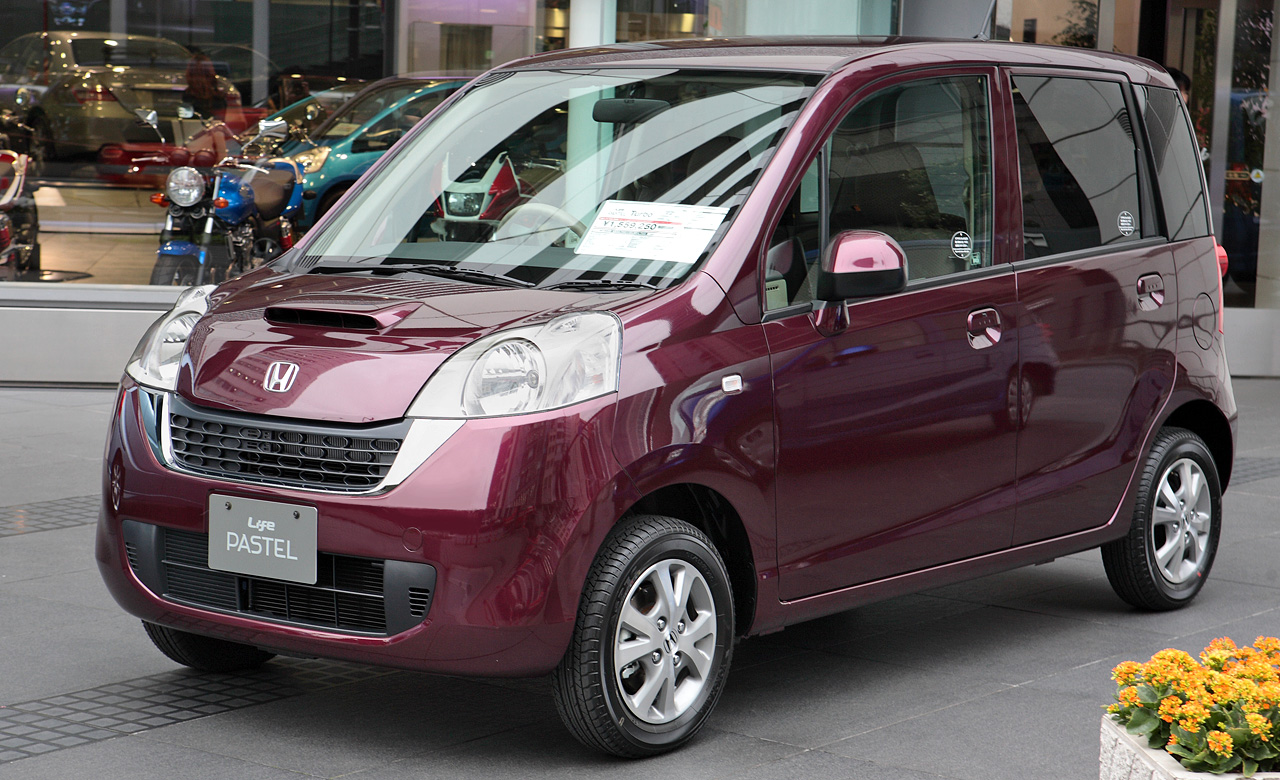
Honda Life Pastel
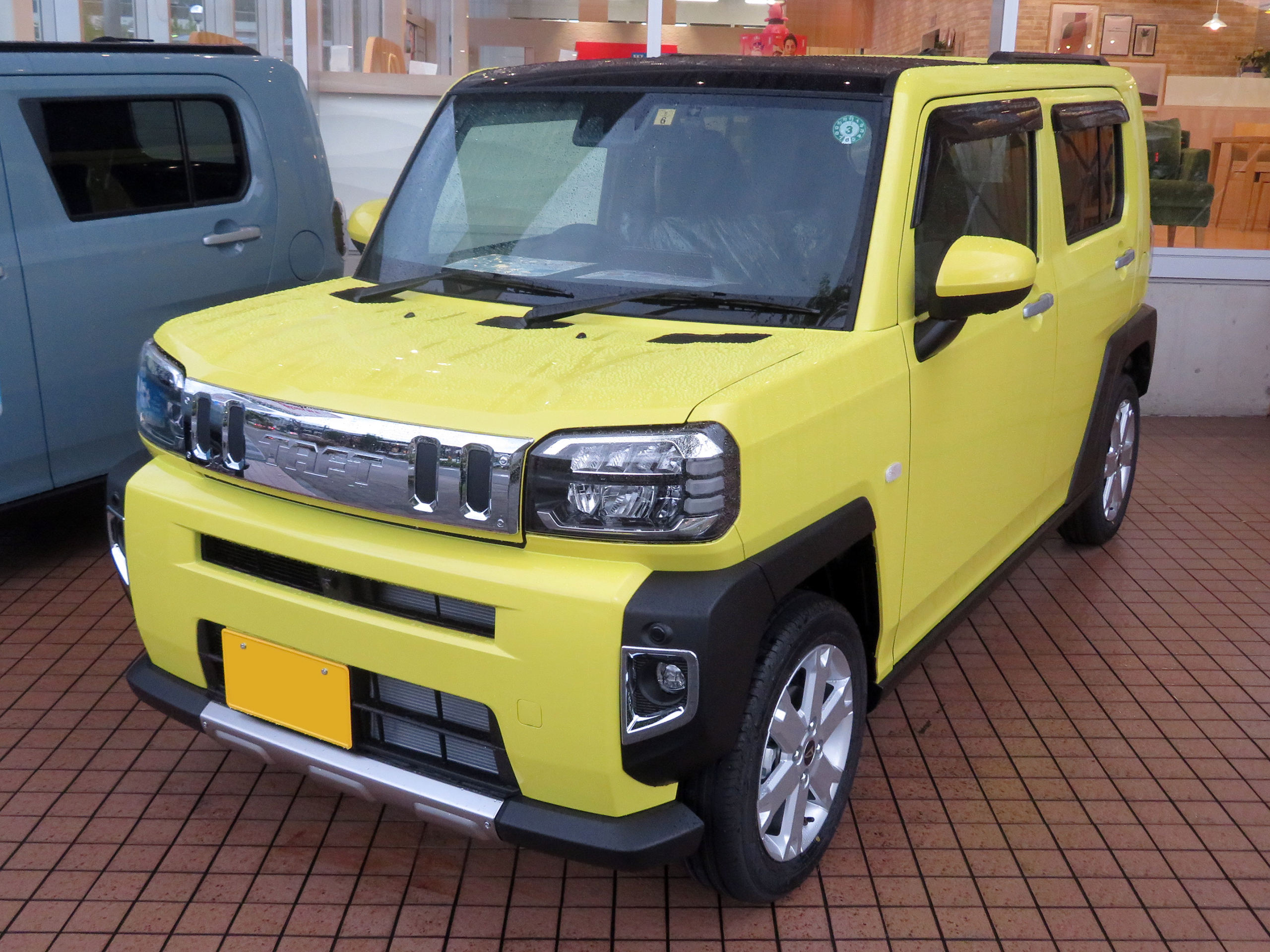
Daihatsu Taft

## Kei cary spoza Japonii

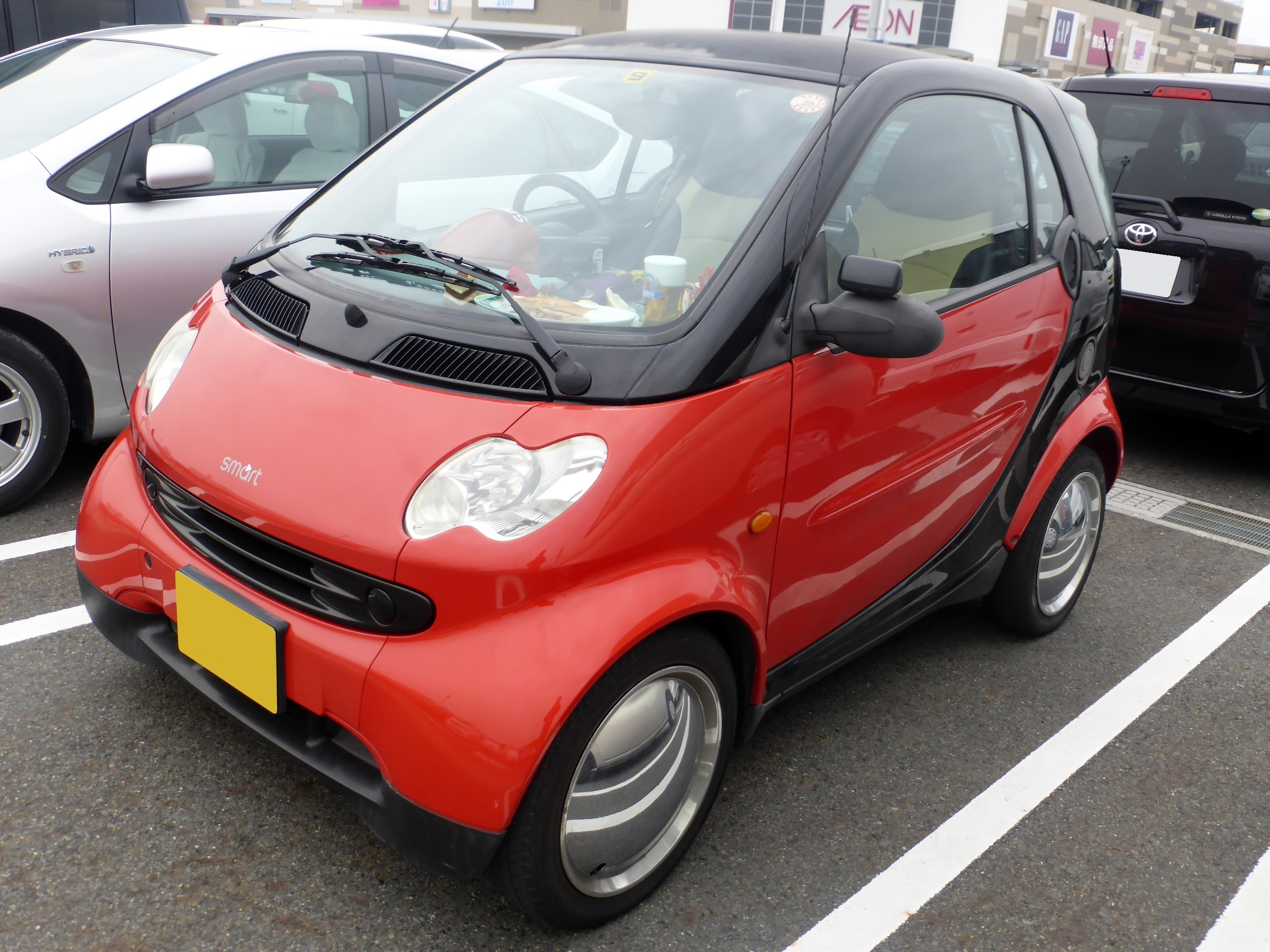
Smart K

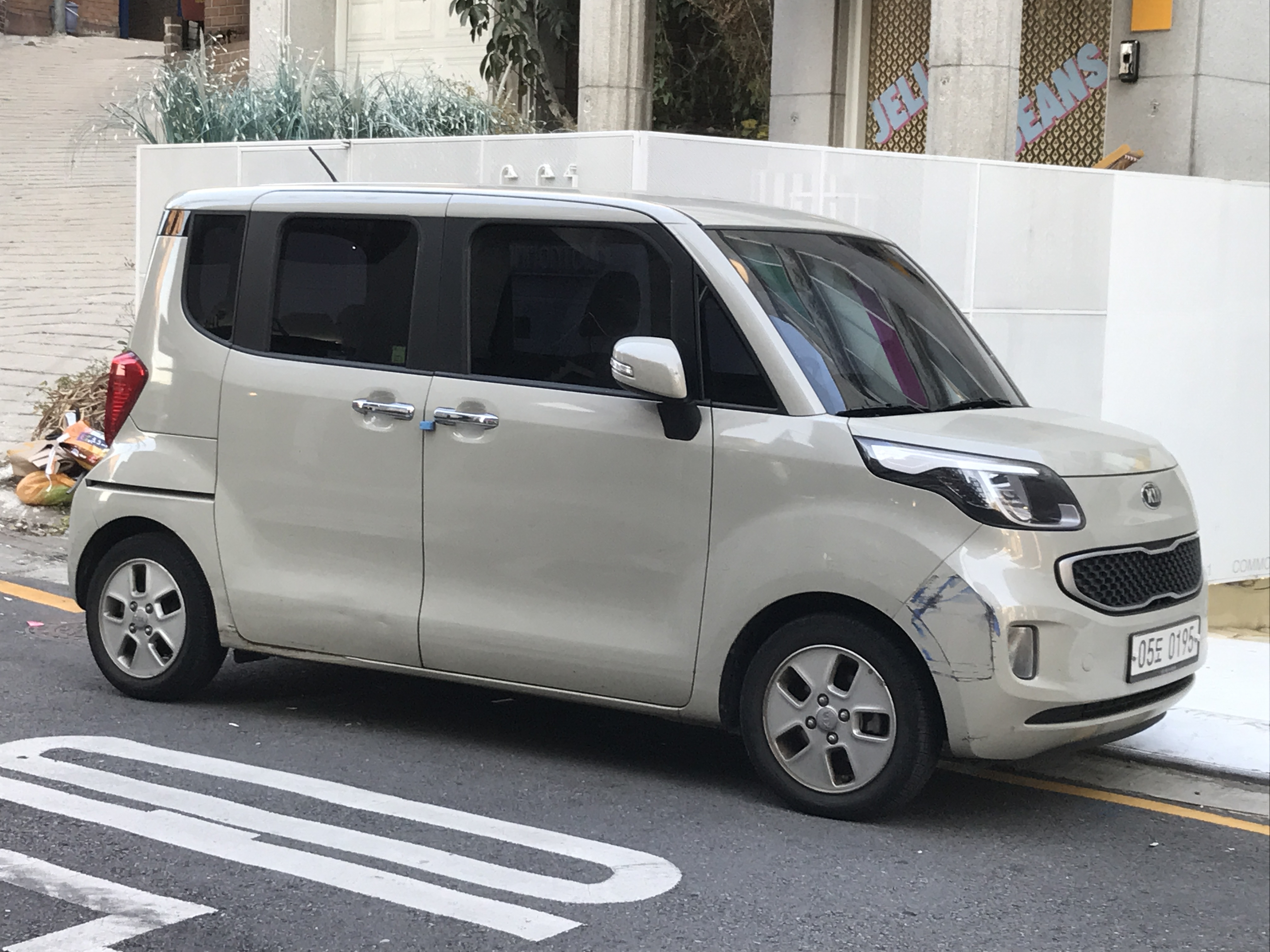
Kia Ray

Choć kei car stał się typowo japońskim typem niewielkiego samochodu, produkowanym przez tamtejszych producentów wyłącznie dla japońskich odbiorców na rodzimym rynku, to w ich historii zaistniały dwa wyjątki. Pierwszym był znany w Europie Smart City Coupé, który był eksportowany do Japonii ze statusem kei cara pod nazwą Smart K.
W 2011 roku koncepcję kei cara zdecydowała się z kolei zaadaptować południowokoreańska Kia, która zbudowała małego minivana Ray oferowanego wyłącznie na wewnętrznym rynku. Od strony formalnej, samochód jest nieznacznie za długi, aby w Japonii kwalifikować się na ulgi podatkowe przysługujące klasycznym kei carom.